# Plazma
Plazma是日本歌手米津玄師的歌曲。該曲以數位限定單曲形式由Sony Music Labels發行至各音樂串流媒體平台，其後，將於6月11日與另一首單曲〈BOW AND ARROW〉共同收錄為雙A面單曲CD發行。這首歌曲是日本電視動畫《機動戰士Gundam GQuuuuuuX》的原創主題曲。

## 背景
〈Plazma〉是為2025年4月首播的電視動畫《機動戰士Gundam GQuuuuuuX》，以及同年1月先行上映的劇場版《機動戰士Gundam GQuuuuuuX -Beginning-》所創作的主題曲。
據稱，有人向米津提出「由Khara與SUNRISE共同製作一部新的鋼彈作品」的消息，儘管當時工作繁忙，他仍毫不猶豫地接受了這份邀約。這首歌曲是在〈BOW AND ARROW〉進行一段主歌錄音之後約兩個月內創作完成的，整體由米津一人以DTM方式完成編曲與製作。
在創作過程中，工作團隊向米津提供了動畫全話的詳細分鏡腳本，他亦曾與導演鶴卷和哉進行會談。會談中，劇組表明希望米津將「主角瑪秋與涅安的關係」、以及在集團戰鬥中「兩人一體」的關係性作為創作核心。米津也原本有這樣的構想，但考量到這部作品作為從第一作延續而來的系列終章，必須對「本應存在卻未實現的世界故事」做出收束，他認為僅僅聚焦在前述主軸將會有所遺漏。因此，他將「未被選擇的選擇」的想像作為創作根本，並考量主角瑪秋、涅安，以及另一位主要角色修治三人皆為青少年，希望藉由描繪他們從狹隘視角躍升至廣闊視野的動力，注入作品的核心。
米津在訪談中表示，在創作本曲時，他思考了「重現自己剛開始創作音樂時的喜悅」與「如果全部都自己一人完成會如何」，結果是產生了一種近似於自己純真無邪本質的東西。

### 米津玄師與鋼彈
米津玄師在小學時期透過PlayStation遊戲《SD鋼彈 GGENERATION-F》認識了GUNDAM系列的故事，並藉由玩具進一步接觸鋼彈世界。到了中學時期，他曾收看電視動畫《機動戰士鋼彈SEED》，而在十幾歲後半到二十多歲之間，則觀看了OVA動畫《機動戰士GUNDAM 0080：口袋裡的戰爭》。此外，米津也提到，在離開故鄉之後，他觀看了由《GQuuuuuuX》導演鶴卷和哉過去執導的動畫《FLCL》，並深受其震撼。
米津坦言，他受到《FLCL》「誇張戲劇性（外連味）」的強烈影響，尤其是劇中角色晴子揮舞里肯巴克電貝斯的形象，更成為他個人性格的形成契機之一，也構成他創作VOCALOID樂曲時的基礎。

## 音樂風格
多位音樂評論家指出，〈Plazma〉全曲中使用了如「釋放後切斷的鋼琴聲（release-cut piano）」等音效手法，讓人聯想到近年來的VOCALOID風格作品。撰稿人荻原梓在新聞網站「Real Sound」發表的評論中表示，這首歌的旋律線亦令人聯想到為劇場版《機動戰士Gundam GQuuuuuuX -Beginning-》提供插曲的音樂團體NOMELON NOLEMON的成員：VOCALOID P主理人ツミキ的作品，因此也可看出當前VOCALOID場景對這首曲子的直接影響。此外，荻原也評價這首歌擁有一種能夠傳達創作樂趣的「良性童真」，使整體聲音氛圍更顯純粹而充滿活力。
在一篇訪談中，採訪者柴那典指出，〈Plazma〉與〈BOW AND ARROW〉這兩首歌曲，既可視為承襲2020年代VOCALOID場景與Hyperpop潮流的「同時代音樂」，也可被理解為米津早期「HACHI時代」風格的回歸。對此，米津予以肯定，並補充說，這次的創作嘗試像是在挑戰「究竟能在一首曲子中塞入多少資訊量」。他進一步指出，儘管這種製作方式在近年的音樂潮流中似乎並不主流，但越是創作，他越能感受到這正是他一路以來不斷實踐的方向。

### 標題與歌詞
米津過去也曾創作過如〈春雷〉、〈感電〉等與雷電或電力意象相關的歌曲。荻原梓指出，相較於那些充滿電氣感與隱含痛楚與緊張氣氛的過往作品，本次作品的標題〈Plazma〉則給人一種明亮光芒與強大能量的印象。此外，歌詞中也包含對「如果當初……」這類假設情境的想像與反思，荻原認為，這使得本曲可被稱為一首「關於想像力的歌曲」。

## 發行與宣傳
2025年1月9日，米津玄師在日本全國巡演「米津玄師 2025 TOUR / JUNK」正式開跑，並於首場演出中公開演唱〈Plazma〉。
1月10日，官方正式宣布米津玄師為動畫電影《機動戰士Gundam GQuuuuuuX -Beginning-》創作了主題曲〈Plazma〉，同時也公開了使用本曲部分片段的電影正式預告片。1月17日，《機動戰士Gundam GQuuuuuuX -Beginning-》正式上映。當天也公開了米津玄師親自繪製的單曲封面插圖，畫中描繪的是動畫中的角色瑪秋、涅安，並一併公布樂曲的數位發行時間。。
1月20日，〈Plazma〉正式在各大數位平台上架發行，距離前作〈Azalea〉約兩個月。
1月21日，本曲的音樂錄影帶（MV）公開。此MV由首次與米津合作的導演柳澤翔執導，他在評論中提到：
在與米津先生討論MV概念時，最讓我印象深刻的是『初衷的衝動』這句話。那讓我浮現出一個畫面：一位少女在人生中初次遇見能讓她全心投入的『某件事物』的瞬間。我思考著，若能以水中拍攝與極其原始的視覺錯覺手法呈現出那幅畫面，也許能與這首歌產生化學反應。鼓起勇氣向米津先生提出後，他幾乎是以光速回答說：『我想試試看！』。於是，我們便帶著那股熱情與衝動完成了這支影片。
2月23日，官方宣布本曲也將被用作電視動畫《機動戰士Gundam GQuuuuuuX》的主題曲。4月29日，官方釋出一支以「Plazma」為背景音樂，鋼彈模型隨音樂跳舞的逐格動畫影片。4月30日，米津玄師宣布即將於6月11日發行其第15張CD單曲《Plazma / BOW AND ARROW》。這是一張雙A面單曲，兩首標題曲分別為〈Plazma〉與〈BOW AND ARROW〉。

## 榜單成績
〈Plazma〉在各大數位音樂平台的每日排行榜中皆奪下冠軍寶座，累積達成31冠的佳績。
根據2025年1月29日公布的《Billboard JAPAN》排行榜，該曲在綜合榜單「Hot 100」中獲得第1名，並於「Download Songs」、「Hot Animation」、「Hot Shot Songs」三個子榜單中皆登頂，在「Streaming Songs」中則名列第3名。這也是繼〈KICK BACK〉之後，米津第9次於Hot 100排行榜上奪冠。
此外，在同日公布的Oricon數位單曲排行榜中，〈Plazma〉成為米津個人第17首奪冠單曲，刷新了他自己保持的「獲得數位單曲排行榜冠軍次數最多藝人」的歷代紀錄。
到了2月19日，該曲再次登上《Billboard Japan》的「Download Songs」榜首與Oricon數位單曲（單曲）排行榜第1名。同時，〈BOW AND ARROW〉也進榜第2名，使米津自2021年以來首次達成「冠亞軍雙席包辦」的壯舉。

## 收錄曲目
| 數位下載 | 數位下載 | 數位下載 | 數位下載 | 數位下載 |
| 曲序     | 曲目     | 词曲     | 编曲     | 时长     |
| -------- | -------- | -------- | -------- | -------- |
| 1.       | Plazma   | 米津玄師 | 米津玄師 | 3:00     |
| 总时长： | 总时长： | 总时长： | 总时长： | 3:00     |

## 外部連結
- Plazma的特設網頁（日語）
- 根據米津玄師 official site REISSUE RECORDS介紹（日語）